# 클라우지아 레이치
클라우지아 레이치(포르투갈어: Claudia Leitte, 1980년 7월 10일 ~ )는 브라질의 가수이다.

## 음반 목록

### 정규 앨범
- As Máscaras (2010)

### EP
- Sette (2014)